# Teoria computațională a grupurilor
În matematică, teoria computațională a grupurilor este studiul grupurilor cu ajutorul calculatoarelor. Ea se ocupă de proiectarea și analiza algoritmilor și structurilor de date folosite pentru a calcula informații despre grupuri. Subiectul a atras interes deoarece pentru multe grupuri interesante (inclusiv majoritatea grupurilor sporadice⁠(d)) este nepractică efectuarea de calcule manuale.   
Două sisteme informatice de algebră importante folosite pentru teoria grupurilor sunt GAP⁠(d) și Magma⁠(d). Din punct de vedere istoric, au fost importante și alte sisteme precum CAS (pentru teoria caracterelor⁠(d)) și Cayley⁠(d) (un predecesor al lui Magma). 
Printre realizările domeniului se numără: 
- enumerarea completă a tuturor grupurilor finite de ordin mai mic de 2000⁠(d)
- calculul reprezentărilor pentru toate grupurile sporadice⁠(d)